# Metyl-tert-butyleter
MTBE, metyl-tert-butyleter, är en eter av metanol och isobutylen med formeln CH3OC(CH3)3.

## Framställning
MTBE framställs genom en kemisk reaktion mellan metanol (CH3OH) och isobutylen (C4H8).
  +   {\displaystyle \rightarrow }  
I Sverige tillverkas MTBE av Borealis i Stenungsund. Fabriken togs i bruk 1993.

## Användning
MTBE hade under relativt lång tid en stor teknisk betydelse som oktantalshöjande komponent i motorbensin i stället för de tidigare använda blyföreningarna. Bensin 98 oktan kunde innehålla cirka 7 % MTBE. I dagsläget har MTBE dock ersatts av ETBE, etyl tertiärbutyl eter för oktantalshöjningen eftersom råvaran där kan vara förnyelsebar etanol istället för metangas från naturgas. 98-oktanig bensin kan innehålla upp till 13% ETBE.
MTBE Den används också som lösningsmedel.